# HMS York (D98)
El HMS York (D98) fue un destructor Tipo 42 de la Royal Navy comisionado en 1985 y baja en 2012.

## Construcción
Construida por Swan Hunter, fue puesta en gradas en 1980, botada en 1982 y asignada en 1985.

## Historia de servicio
En 2003 el HMS York participó de la Operación Telic (Irak); y en 2006 participó de la Operación Highbrow (Líbano).
En 2010 el destructor interceptó a la corbeta ARA Drummond de la Armada Argentina en aguas de las Islas Malvinas pidiéndole su cambio de curso.